# ॳ
Cette page contient des caractères spéciaux ou non latins. S’ils s’affichent mal (▯, ?, etc.), consultez la page d’aide Unicode.
ॳ, transcrit ạ et appelé oe, est une voyelle de l’alphasyllabaire devanagari.

## Utilisation
Le oe est utilisé en cachemiri écrit en devanagari pour transcrire une voyelle moyenne centrale [ə].

## Représentations informatiques
| formes       | représentations | chaînes de caractères | points de code | descriptions                      |
| ------------ | --------------- | --------------------- | -------------- | --------------------------------- |
| indépendante | ॳ               | ॳ                     | U+0973         | lettre devanagari oe              |
| dépendante   | ◌ऺ               | ◌ऺ                     | U+093A         | diacritique voyelle devanagari oe |